# Ampulex ferruginea
Ampulex ferruginea är en  stekelart som beskrevs av Bradley 1934. Ampulex ferruginea ingår i släktet Ampulex och familjen Ampulicidae. Inga underarter finns listade i Catalogue of Life.